# Les Yeux de dix-huit ans
Les Yeux de dix-huit ans est un drame en quatre actes de Jean Schlumberger, publié le premier octobre 1926 dans La Nouvelle Revue française puis publié par Gallimard. La pièce a été représentée pour la première fois au Théâtre des Mathurins à Paris le 9 avril 1964. dans la mise en scène de Jean-Paul Cisife, les décors de Gisèle Tanalias et une réalisation sonore de Fred Kiriloff.

## L'intrigue
Se sachant condamné à court terme par une maladie avancée et incurable, un riche industriel apprend qu'il ne lui reste que quelques minutes à vivre. Se plaçant devant un grand miroir, l'homme remémore les principaux événements essentiels de son existence. Son jeune double apparaît telle une ombre face à lui et lui renvoie l'image de ses années d'illusions, d'errances et d'erreurs. L'adulte apostrophe son avatar, entre alarmes, remords et avertissements en lui prouvant qu'il est très loin de son idéal de jeunesse, de ses ambitions intimes et de ses envies les plus profondes qu'il a abandonnés peu à peu au profit d'une soi-disant réussite publique.

## Mises en scène
- Théâtre des Mathurins à Paris le 9 avril 1964 avec Armand Mestral (Monsieur Clergeat), Jacqueline Marbeaux (Madame Clergeat), Robert Fontanet (Goncelin) et Patrick Maurin / Patrick Dewaere (L'ombre), dans une mise en scène de Jean-Paul Cisife.

## Jugements sur la pièce
- Extrait de la critique de L'Officiel des spectacles (no 908, 8-14.4.1964) :

En montrant, par exemple, comment Les yeux de dix-huit ans « concilie deux éléments théoriquement contradictoires », Michel Raimond  a bien analysé l'usage habile qu'il en  faisait  avant de conclure que « la hantise profonde de Schlumberger [...] est la lutte à mener par tous les moyens et dans toutes les circonstances contre  l'éparpillement du moi ».
- Le Figaro littéraire, Jacques Lemarchand (23-29 avril, p. 22) :

Un des thèmes essentiels dans l'œuvre de Schlumberger est celui-ci : les sentiments d'un homme parvenu à l'âge mûr à l'égard de la jeunesse, soit qu'il se revoie lui-même, soit qu'un autre personnage lui apparaisse comme une réincarnation de ce qu'il a été. Ainsi surtout dans Les Yeux de dix-huit ans. La jeunesse y est moins considérée en soi que par rapport à ce qu'elle devient quand elle s'efface.
- Revue d'histoire littéraire de la France (Vol.109, page 339) :

Dans les nouvelles de Schlumberger, l’unité de ton est obtenue grâce au monologue intérieur, qui permet de se concentrer sur une voix et une seule, filtre et atténue la réalité extérieure, pour n’en laisser transparaître que ce que peut en percevoir une conscience : Elles présentent dans la forme une curiosité qui mérite attention : le monologue en quelque sorte orchestré. Elles impliquent en effet le dialogue, mais les paroles de l’un des personnages ne nous sont sensibles que devinées à travers les phrases qu’elles amènent chez l’autre. Dès lors, toute l’action est révélée par une seule voix […] Il y a là ainsi une unité d’accent qui retient l’attention de se disperser, puis une fusion des éléments qui lui offre un ensemble à tout endroit égal , selon le critique et auteur Henri Dalby.